# Pinzgau-Pongau
Pinzgau–Pongau ist der Name für eine österreichische Verwaltungseinheit und bezeichnet die NUTS-Region AT322, die die beiden politischen Bezirke Sankt Johann (Pongau) und Zell am See (Pinzgau) umfasst.

## Zum Begriff
Die Region wurde für die gemeinsame EU-Statistik (NUTS) zu Handen der Eurostat erstellt, um die Vorgaben bezüglich der Größe einer NUTS-3-Region zu erfüllen. In der österreichischen und der Salzburger Landesgeographie ist der Begriff eher unüblich. Die beiden Bezirke werden zusammen mit dem Lungau (Bezirk Tamsweg, AT321) als Innergebirg bezeichnet, eine historische Region des Fürsterzbistums Salzburg, zu dem einst auch Gebiete des heute zu Tirol gehörenden Bezirks Kitzbühel und das Zillertal zählte und das als Begriff für die Gebirgsgaue Salzburgs noch heute üblich ist.
Pinzgau–Pongau entspricht landschaftlich dem (inneralpinen) Salzachtal mit oberem Saalachgebiet (Saalachpinzgau) und Salzburger Anteil am Ennstal (Ennspongau), also geographisch der – in Nord-Süd-Richtung – mittleren Zone Salzburgs zwischen Kalkalpen-Hauptkamm (ohne Lammertal) und Zentralalpen-Hauptkamm.

## Eckdaten
Eckdaten des Raumes sind:
- Hauptort: Saalfelden am Steinernen Meer (744 m)
- Gemeinden: 53
- Bevölkerung: 164.196
- Fläche: 4396 km²
- Bevölkerungsdichte: 37 Einwohner/km²
- Einwohner pro km² Dauersiedlungsraum: 289
- Bevölkerungsentwicklung 1995–2005: +4,5 %
- BIP/Kopf: 24.157 €[2]
- BIP in Kaufkraftparitäten pro Kopf (absolut): 22.874[2]
- Arbeitslosenquote: 3,7 %

Wirtschaftssektoren (Berufstätige):
- Land- und Forstwirtschaft (Primärsektor): 6 % (sehr hoch)
- Sekundärer Sektor: 27 % (Bauwesen, Herstellung von Möbeln, Schmuck, Musikinstrumenten und Recycling, Nahrungs-, Genussmittel- und Getränkeproduktion, Be- und Verarbeitung von Holz, Metallproduktion, -bearbeitung und Herstellung von Metallerzeugnissen)
- Dienstleistungsbranche: 68 % (Beherbergungs- und Gaststättenwesen, Handel und Instandsetzung, Verkehr und Nachrichtenübermittlung, Gesundheits- und Sozialwesen, Erziehung und Unterricht)

Eine besondere Bedeutung hat die Region in der Energieversorgung, mit zahlreichen Speicherseen, insbesondere dem Kraftwerk Kaprun, aber auch etlichen Laufkraftwerken an Salzach und Saalach. Wirtschaftliches Hauptgebiet ist aber der Tourismus, im Besonderen in der Wintersaison (Ski amadé mit der Steiermark, Saalbach-Hinterglemm–Leogang, Zell am See–Kaprun, Gerlos–Zillertal Arena mit Tirol).